# Darkest Hour (filme)
Darkest Hour (Brasil: O Destino de Uma Nação / Portugal: A Hora Mais Negra) é um filme do gênero drama de guerra britânico de 2017, dirigido por Joe Wright, com roteiro de Anthony McCarten. É estrelado por Gary Oldman como Winston Churchill, que interpreta o personagem em seus primeiros dias como primeiro-ministro do Reino Unido e na ocasião em que o Exército Alemão de Hitler cercava as tropas britânicas em Dunquerque, na França, durante a Segunda Guerra Mundial. Também integra o elenco Ben Mendelsohn, Kristin Scott Thomas, Lily James, Stephen Dillane, e Ronald Pickup.
O filme estreou em 1 de setembro de 2017 no Festival de Cinema de Telluride, antes do lançamento oficial programado para 22 de novembro de 2017 nos Estados Unidos e 12 de janeiro de 2018 no Reino Unido.

## Sinopse
Poucos dias após se tornar primeiro-ministro, nos primórdios da Segunda Guerra Mundial, Winston Churchill (Gary Oldman) enfrenta um momento crucial contra Adolf Hitler e o seu Exército Alemão.

## Elenco
- Gary Oldman – Winston Churchill
- Ben Mendelsohn – Jorge VI do Reino Unido
- Kristin Scott Thomas – Clementine Churchill
- Lily James – Elizabeth Nel
- Ronald Pickup – Neville Chamberlain
- Stephen Dillane – Lord Halifax, Secretário de Relações Exteriores
- David Schofield – Clement Attlee
- Olivier Broche – Paul Reynaud

## Produção
Em 5 de fevereiro de 2015, foi anunciado que a Working Title Films tinha adquirido Darkest Hour, um script especulativo do roteirista Anthony McCarten (de A Teoria de Tudo) sobre Winston Churchill na ocasião dos dias iniciais da Segunda Guerra Mundial.
Em 19 de março de 2016, foi noticiado que Joe Wright estava em negociações para assumir a direção do filme. Em 14 de abril de 2016, Gary Oldman estava em conversações para interpretar Churchill no filme.
Em 6 de setembro de 2016, foi divulgado na imprensa que a Focus Features iria lançar o filme nos Estados Unidos em 24 de novembro de 2017, com Ben Mendelsohn (como Jorge VI do Reino Unido) e Kristin Scott Thomas (como Clementine Churchill).
No dia 3 de novembro de 2016 foi noticiado que Darkest Hour tinha recentemente iniciado os trabalhos de produção de fotografia cinematográfica. Também em novembro, foi divulgado que Dario Marianelli seria responsável pela trilha sonora do filme.
Foi divulgado em 8 de novembro de 2016 que Stephen Dillane passaria a integrar o elenco. Para desempenhar o papel de Churchill, Oldman gastou  ao longo das filmagens cerca de 200 horas de maquiagem e preparação para o personagem.
John Hurt estava inicialmente confirmado no elenco para assumir o papel do ex-primeiro-ministro britânico Neville Chamberlain. No entanto, de acordo com Oldman, Hurt estava a se submeter a um tratamento contra um câncer no pâncreas, e assim indisponível para acompanhar os ensaios para as filmagens. Ele morreu em janeiro de 2017, menos de dois meses depois do início da produção. O ator Ronald Pickup assumiu então o papel de Chamberlain inicialmente atribuído a John Hurt.

## Precisão Histórica
Escrevendo para Slate, o historiador e acadêmico John Broich chamou O Destino de Uma Nação de "uma peça de ficção histórica que empreende uma séria tarefa histórica", apresentando a decisão britânica de lutar contra Hitler como uma escolha e não como um ato inevitável, como teria sido de fato. A situação em 1940 foi tão terrível quanto descrita, mas foram tomadas liberdades ficcionais com os fatos. Os gritos na tela sobre possíveis negociações de paz com Hitler são fictícios. A viagem de Churchill no metrô de Londres também é totalmente fictícia, e há evidências históricas de que a maioria dos britânicos não foi imediatamente inspirada pelos discursos de Churchill. George Orwell acreditava que as pessoas comuns já se sentiam subjugadas e poderiam não se opor a uma "nova ordem".
Não há provas conclusivas de que Chamberlain e o visconde de Halifax estivessem planejando um iminente voto de desconfiança, embora essa ameaça existisse até as vitórias da meia-guerra no norte da África. É fato que Churchill era alvo da suspeita de seus próprios colegas conservadores. O Partido Trabalhista confirmou que eles serviriam em um governo nacional sob outro líder que não Chamberlain, mas não citaram Churchill.
Em The New Yorker, Adam Gopnik escreveu: "... no final de Maio de 1940, quando o líder conservador Lord Halifax desafiou Churchill, insistindo que ainda era possível negociar um acordo de paz com Hitler, através dos bons ofícios de Mussolini, foi o firme anti-nazismo de Attlee e seus colegas trabalhistas que salvou o dia - uma verdade vital tão mal subdramatizada no atual filme centrado em Churchill, O Destino de Uma Nação". Esta crítica foi repetida por Adrian Smith, professor emérito de história moderna da Universidade de Southampton, que escreveu na New Statesman que o filme "mais uma vez negligenciava o papel-chave dos trabalhistas no momento mais perigoso da história deste país. (...) Em maio de 1940, seus líderes deram a Churchill o apoio inequívoco de que ele precisava quando se recusou a se render. Ignorar o papel vital de Attlee é só mais uma falha em um filme profundamente falho".
Referindo-se ao comentário de Charles Moore de que o filme era "excelente propaganda do Brexit", Afua Hirsch escreveu no The Guardian: "Eu o chamaria de filme de propaganda, mais genericamente - e um grande exemplo do tipo de mito que nós gostamos de promover na moderna Grã-Bretanha. Churchill foi renomeado como um viajante de metrô, um gênio adorador de minorias, de acordo com uma compreensão geral dele como 'o maior britânico de todos os tempos' ". Hirsch também criticou o filme por "perpetuar a ideia de que Winston Churchill ficou sozinho, na Hora Negra, enquanto o nazi-fascismo invadia, sendo a Grã-Bretanha uma nação pequena e vulnerável isolada no Atlântico Norte. Na realidade, o Reino Unido era naquele momento uma potência imperial com o poder coletivo de mão de obra indiana, africana, canadense e australiana, recursos e riqueza à sua disposição".
Elizabeth Nel é retratada como secretária de Churchill já em 1940. Na realidade, ela só começou a trabalhar para Churchill em 1941. No filme, seu irmão teria morrido enquanto ele recuava para Dunquerque. Isso é fictício.
O filme dá a impressão de que tanto Clemmie quanto o Rei George VI puderam ouvir pelo rádio o discurso ao vivo do Parlamento. Isto foi impossível porque as transmissões de rádio do Parlamento não começaram até os anos 1970. Embora Churchill tenha gravado o discurso para a posteridade, ele não fez a gravação até 1949. Nem ele, diferentemente de alguns outros discursos, repetiu esse discurso no rádio logo depois de dá-lo no Parlamento.

## Prêmios
| Melhor Filme                        | Indicado |
| Melhor Ator - Gary Oldman           | Venceu   |
| Melhor Fotografia - Bruno Delbonnel | Indicado |
| Melhor Direção de Arte              | Indicado |
| Melhor Figurino                     | Indicado |
| Melhor Penteado & Maquiagem         | Venceu   |

| Melhor Ator em Drama - Gary Oldman | Venceu |

| Melhor Filme              | Indicado |
| Melhor Ator - Gary Oldman | Venceu   |
| Melhor Cabelo & Maquiagem | Venceu   |

| Melhor Ator - Gary Oldman | Venceu |

| Melhor Filme                                     | Indicado |
| Melhor Filme Britânico                           | Indicado |
| Melhor Ator - Gary Oldman                        | Venceu   |
| Melhor Atriz Coadjuvante - Kristin Scott Thomas  | Indicado |
| Melhor Trilha Sonora Original - Dario Marianelli | Indicado |
| Melhor Fotografia - Bruno Delbonnel              | Indicado |
| Melhor Design de Produção                        | Indicado |
| Melhor Figurino                                  | Indicado |
| Melhor Penteado & Maquiagem                      | Venceu   |